# Liparis acuminata
Liparis acuminata är en orkidéart som beskrevs av Joseph Dalton Hooker. Liparis acuminata ingår i släktet gulyxnen, och familjen orkidéer. Inga underarter finns listade i Catalogue of Life.